# 지하야역
치하야역(일본어: 千早駅 치하야에키[*])은 일본 후쿠오카현 후쿠오카시 히가시구에 있는, 규슈 여객철도 · 서일본 철도의 역이다. 서일본 철도의 역은, 니시테쓰치하야역(일본어: 西鉄千早駅 니시테쓰치하야에키[*])으로 칭하는 것의, 역사는 대략 일체화되고 있어, 역 구내는 드넓어지고 있다. 본 항목에서는 양 역에 대해서 기록한다.

## 역 구조 및 승강장

### 서일본 철도
섬식 승강장 1면 2선을 가지는 고가역. 자동개찰기, 에스컬레이터, 엘리베이터 설치. 승강장은 3량분의 길이지만, 6량 대응 연신이 용이한 구조로 되어 있다.
| 1 | ■ 가이즈카 선 | 니시테쓰신구 방면 |
| 2 | ■ 가이즈카 선 | 가이즈카 방면     |

역명표에는 '치하야'로만 기록되고 있다. 서일본 철도가 2007년 3월 18일부터 발매되고 있는 역명 키홀더에도 마찬가지. 안내방송도 '니시테쓰 치하야, 치하야'라고 방송된다.

### 규슈 여객철도
섬식 승강장 2면 4선을 가지는 고가역. 영업 거리로는 모지코로부터 71km이지만, 역 구내의 본선 상에는 72 km 표지가 설치되어 있다. 규슈 교통기획이 역 업무를 행하는 업무 위탁역으로, 발권 창구가 설치되어 있다.
| 1 · 2 | ■ 가고시마 본선 | (상행) | 가시이 · 고쿠라 · 모지코 방면 |
| 3 · 4 | ■ 가고시마 본선 | (하행) | 하카타 · 구루메 · 오무타 방면 |

## 이용 현황
- 규슈 여객철도 : 2010년도의 1일 평균 승차 인원은 8,483명이다(전년도 비 + 774명).
  - 이것은 규슈 여객철도 관내의 역으로는 15위이며, 전년도의 16위로부터 순위를 올랐다.
- 서일본 철도 : 2010년도의 1일 평균 승차 인원은 3,461명이다(전년도 비 + 118명).
  - 오랫동안 계속되고 있던 이용객의 감소는, 현 위치에 이전 · 역명 개칭 후에 증가로 내고 있다.
  - 가이즈카 선 전체 10개 역 중 2위.
- 최근 몇 년의 이용 현황은 이하와 같다.

| 연도   | 규슈 여객철도      | 서일본 철도        | 서일본 철도        |
| 연도   | 1일 평균 승차 인원 | 1일 평균 승차 인원 | 1일 평균 승강 인원 |
| ------ | ------------------ | ------------------ | ------------------ |
| 2000년 |                    | 975                | 2,049              |
| 2001년 |                    | 923                | 1,943              |
| 2002년 |                    | 929                | 1,866              |
| 2003년 |                    | 838                | 1,674              |
| 2004년 |                    | 1,068              | 2,144              |
| 2005년 |                    | 1,315              | 2,633              |
| 2006년 | 5,863              | 1,507              | 3,011              |
| 2007년 | 6,580              | 1,532              | 3,056              |
| 2008년 | 7,079              | 1,650              | 3,309              |
| 2009년 | 7,739              | 1,671              | 3,343              |
| 2010년 | 8,483              | 1,729              | 3,461              |

## 역 주변
역 주변은, 대형 맨션의 건설 혼잡이다. 후쿠오카 시의 새로운 동쪽의 도심부로 위치에 붙어 있어, 종래의 동쪽의 부도심이며, 소규모적 번화가를 형성하고 있는 가시이까지는 도보권 내이다.
- 국도 제3호선 하카타 바이패스
- NTT 도코모 규슈 후쿠오카 신 빌딩
- 후쿠오카 운송 지국

## 역사

### 서일본 철도
- 1951년 6월 15일 : 나카노역으로서 개업.
- 1959년 : 역사 개축.
- 2004년 8월 2일 : 고가화에 수반해 이동해 니시테쓰 치하야 역으로 개칭. 당초의 예정에는 8월 1일 영업 개시였지만, 태풍 접근 때문에 2월로 연기했다.

### 규슈 여객철도
- 2003년 7월 7일 : 규슈 여객철도에 의해 개업.
  - 가시이 부도심 토지 구획 정리 사업(가시이 조차장 지구)에 의한 선로 고가화에 수반해 신규 개업이다.
- 2006년 9월 15일 : 역 빌딩 '프리에스타 치하야'가 개업.
- 2009년 3월 1일 : IC카드 SUGOCA의 사용 개시.
- 2010년 2월 11일부터 4월 4일까지의 토요·휴일을 중심으로, 특급 '소닉'이 하루 2회 왕복 임시 정차.

## 인접 역
| 서일본 철도 가이즈카 선 | 서일본 철도 가이즈카 선 | 서일본 철도 가이즈카 선          |
| ----------------------- | ----------------------- | -------------------------------- |
| 나지마 가이즈카 방면    | ■ 가이즈카 선           | 가시이미야마에 니시테쓰신구 방면 |
| 가고시마 본선           |                         |                                  |
| 가시이 모지코 방면      | ■ 쾌속 · 준쾌속         | 요시즈카 아라오 방면             |
| 가시이 모지코 방면      | ■ 보통                  | 하코자키 가고시마 방면           |